# Rio Quicombo
Rio Quicombo är ett vattendrag i Angola.   Det ligger i provinsen Cuanza Sul, i den västra delen av landet, 300 kilometer söder om huvudstaden Luanda.
I omgivningarna runt Rio Quicombo växer huvudsakligen savannskog. Runt Rio Quicombo är det glesbefolkat, med 17 invånare per kvadratkilometer.